# 銀河のしずく
銀河のしずく （ぎんがのしずく）は、日本のイネの品種名および銘柄名。岩手県中央部向けの良食味米品種である。「銀河」は、宮沢賢治の作品から岩手をイメージする語であるとともに、一粒一粒の輝きを表しており、「しずく」で粒の艶や白さを表現している。2017年（平成29年）発売の金色の風とで、食味の異なる金銀の2品種が揃った。

## 概要
2006年（平成18年）、県中央部（JA新いわて、JAいわて中央、JAいわて花巻及びJAおおふなと）向けの良食味米の開発を目指して「奥羽400号」（耐冷性や耐病性に強い）「北陸208号」（コシヒカリ並みの食味）を県農業研究センターで交配。2008年（平成20年）、2,000個体から選抜。2010年（平成22年）、13個体で食味試験を開始。2012年（平成24年）、6か所で現地試験を実施。2015年（平成27年）、県奨励品種に採用。日本穀物検定協会食味ランキングでは、参考品種ながら県独自品種として初めて特Aを取得。2016年（平成28年）、販売開始。
粒は、大きくて揃っており、透明感のある白色を呈する。食味は、ほど良い粘りと甘みのあるバランスの取れたさっぱりした味で、軽やかな食感と表現される。おにぎりや酢飯との相性も良い。
- 交配系譜

| 北陸208号 | 北陸208号 | 北陸208号 | 北陸208号 | 北陸208号                                     | 北陸208号 |  |  | 奥羽400号 | 奥羽400号 | 奥羽400号 | 奥羽400号 | 奥羽400号 | 奥羽400号 |  |  |  |  |  |  |
| 北陸208号 | 北陸208号 | 北陸208号 | 北陸208号 | 北陸208号                                     | 北陸208号 |  |  | 奥羽400号 | 奥羽400号 | 奥羽400号 | 奥羽400号 | 奥羽400号 | 奥羽400号 |  |  |  |  |  |  |
|           |           |           |           |                                               |           |  |  |           |           |           |           |           |           |  |  |  |  |  |  |
|           |           |           |           | 銀河のしずく （オリジナル水稲品種 岩手107号） |           |  |  |           |           |           |           |           |           |  |  |  |  |  |  |